# 1851
Évszázadok: 18. század – 19. század – 20. század
Évtizedek: 1800-as évek – 1810-es évek – 1820-as évek – 1830-as évek – 1840-es évek – 1850-es évek – 1860-as évek – 1870-es évek – 1880-as évek – 1890-es évek – 1900-as évek
Évek: 1846 – 1847 – 1848 – 1849 –  1850 – 1851 – 1852 – 1853 – 1854 – 1855 – 1856

## Események
- Joseph Paxton tervei alapján megépítik a Kristálypalotát a londoni világkiállításra.
- Szeptember folyamán rendezik Magyarországon az első érettségi vizsgákat.
- november 13. – Megindul a távírószolgáltatás London és Párizs között.
- december 2. – Louis Napoléon Bonaparte államcsínye(wd).[1]
- december 21. – Franciaországban népszavazás erősíti meg az államcsínyt.[1]
- december 31. – Ausztriában visszavonják az oktrojált alkotmányt.[2]

## Az év témái

### 1851 az irodalomban
- november 14. – Megjelenik Herman Melville regénye, a Moby Dick.

### 1851 a tudományban
- Bernard Bolzano egy tanítványa kiadja az elhunyt matematikus-filozófus egyik főművét, a végtelennel kapcsolatos ellentmondásokról szóló Paradoxien des Unendlichen, amellyel Bolzano a halmazelmélet egyik előfutárává válik

### 1851 a vasúti közlekedésben
- február 9. – Spanyolországban megnyílik az első vasútvonal.[3]

## Születések
- január 8. – Gérard Leman belga tábornok, a liège-i erődrendszer védőinek parancsnoka az első világháborúban († 1920)
- április 9. – Basch Gyula festőművész († 1928)
- május 6. – Aristide Bruant francia kabaré-énekes, színész, költő († 1925)
- május 24. – Bartók Lajos költő, drámaíró, szerkesztő († 1902)
- június 15. – Luttár Miklós tanító, író, fordító († 1936)
- október 2. – Ferdinand Foch francia marsall († 1929)
- október 31. – Ilosvay Lajos kémikus († 1936)
- november 19. – Pfaff Ferenc építész († 1913)
- november 21. – Réthy László magyar etnográfus, numizmatikus († 1914)
- december 5. – Petrik Lajos vegyész, keramikus, a Magyar Királyi Állami Felső Ipariskola tanára, majd később igazgatója († 1932)
- december 24. – Édouard de Castelnau első világháborús francia tábornok, a francia hadászatot nagymértékben meghatározó „attaque à outrance” elmélet kidolgozója († 1944)
- december 26. – Hazai Samu hivatásos katonatiszt, miniszter († 1942)

## Halálozások
- január 24. – Oppenheim Simon rabbi, vallási bíró. (*1851)
- február 1. – Mary Shelley, angol írónő (* 1797)
- február 18. – Carl Gustav Jacob Jacobi, német matematikus (* 1804)
- február 18. – Debreczeni Márton, a pénzügyminisztérium bányászati igazgatója, költő (* 1802)
- március 28. – Döbrentei Gábor, költő, királyi tanácsos, az MTA tagja (* 1786)
- április 18. – Ludwig von Wohlgemuth, császári és királyi altábornagy (* 1789)
- július 2. – Fejér György, teológiai doktor, prépost-kanonok és az Egyetemi Könyvtár igazgatója (*  1766)
- július 10. – Louis Daguerre, a dagerrotípia feltalálója (* 1787)
- július 17. – Egressy Béni, zeneszerző (* 1814)
- augusztus 10. – Heinrich Eberhard Gottlob Paulus, német protestáns hittudós (* 1761)
- augusztus 11. – Balassa Gábor, szombathelyi püspök (* 1783)
- augusztus 13. – Prágay János, honvéd alezredes, a kubai felszabadító hadsereg tábornoka, történetíró (* 1811)
- augusztus 15. – Bakonyi Sándor, honvéd tábornok (* 1805)
- szeptember 14. – James Fenimore Cooper, amerikai író (* 1789)
- november 21. – Csáky Antalné, magyar írónő (* 1785)
- november 26. – Nicolas Jean-de-Dieu Soult, Dalmácia hercege, francia marsall (* 1769)
- december 15. – Johann May, honvéd alezredes, az 1848–49-es szabadságharcot követő függetlenségi szervezkedések egyik vezetője (* 1809)